# Комуникасьонес (футбольный клуб, Буэнос-Айрес)
Клуб Комуникасьонес (исп. Club Comunicaciones) — аргентинский футбольный клуб, располагающийся в районе Агрономия, в западной части города Буэнос-Айрес. Клуб в настоящее время играет в Примере B Метрополитана, третьей лиге в аргентинской футбольной системе.

## История
Клуб был основан 15 марта 1931 года под названием «Клуб Атлетико Корреос и Телеграфос» (Club Atlético Correos y Telégrafos) группой сотрудников главной государственной почтовой компании. В 1953 году тогдашний президент Аргентины Хуан Доминго Перон распорядился выделить землю для клуба, в результате команда также сменила своё название на нынешнее.
В конце XX века клуб стал испытывать серьёзные экономические проблемы из-за недофинансирования, которое стало следствием проводимой приватизации Почты Аргентины президентом Карлосом Менемом. Впоследствии клуб был признан банкротом, а в октябре 2010 года правительство города Буэнос-Айрес стало решать финансовые проблемы «Комуникасьонеса»
Клуб никогда в своей истории, по состоянию на 2014 год, не поднимался в Примеру Дивисьон.

## Достижения
- Примера C: 2

1969, 2004/05